# Solomon Kane
Solomon Kane is een fantasyfilm uit 2009, die op 25 maart 2010 in Nederland in première ging en op 21 april 2010 in België. Het titelpersonage werd in 1928 bedacht door Robert E. Howard.

## Verhaal
Het verhaal begint in het jaar 1600. Het hoofdpersonage Solomon Kane (James Purefoy), een huurling in dienst van koningin Elizabeth I, komt erachter dat hij gedoemd is naar de hel te gaan, waarop hij het geweld afzweert en zich bekeert tot het puritanisme. Verdere gebeurtenissen dwingen hem echter weer de wapens op te nemen.

## Productie
Al in 1997 werden de filmrechten gekocht van de erfgenamen van Howard, maar vanwege allerlei zakelijke verwikkelingen kon pas in de eerste helft van 2008 begonnen worden met filmen.
Het was de bedoeling dat de film het eerste deel van een trilogie zou gaan vormen.